# Élections municipales de 1987 à Madrid
Les élections municipales espagnoles ont eu lieu le 10 juin 1987 à Madrid.